# Supanut Suadsong
Supanut Suadsong (thailändisch ศุภณัฐ ทรวดทรง, * 25. Februar 1999 in Bangkok), auch als Nut bekannt, ist ein thailändischer Fußballspieler.

## Karriere
Supanut Suadsong steht seit 2019 bei Bangkok United unter Vertrag. Der Verein aus der thailändischen Hauptstadt Bangkok spielt in der ersten Liga des Landes, der Thai League. Die Saison 2019 spielte er in der U23-Mannschaft. Die Mannschaft spielte in der vierten Liga, der Thai League 4. Hier trat man in der Bangkok Metropolitan Region an. Ende 2019 feierte er mit dem Team die Vizemeisterschaft der Region. Sein Erstligadebüt gab Supanut Suadsong am 29. Januar 2022 (24. Spieltag) im Auswärtsspiel gegen den Nongbua Pitchaya FC. Hier wurde er nach der Halbzeitpause für den verletzten Stammtorwart Michael Falkesgaard eingewechselt. Nongbua gewann das Spiel durch ein Elfmetertor von dem Brasilianer Hamilton mit 1:0. Im Juni 2022 wechselte er auf Leihbasis zum Zweitligaaufsteiger Krabi FC. In der Hinrunde stand er zweimal für den Verein aus Krabi zwischen den Pfosten. Im Dezember 2022 kehrte er nach der Ausleihe zu Bangkok United zurück. Nach nur einem Erstligaeinsatz wurde sein Vertrag im Sommer 2025 nicht verlängert.

## Erfolge
Bangkok United
- Thailändischer Vizemeister: 2022/23, 2023/24, 2024/25